# Bördekreis
Der Bördekreis war ein Landkreis im Westen des Landes Sachsen-Anhalt. Am 1. Juli 2007 wurde er im Rahmen der Kreisgebietsreform in Sachsen-Anhalt mit dem Ohrekreis zum neuen Landkreis Börde zusammengelegt.
Nachbarkreise waren im Norden der Ohrekreis, im Nordosten die kreisfreie Stadt Magdeburg, im Osten der Landkreis Schönebeck, im Süden die Landkreise Aschersleben-Staßfurt, Quedlinburg und Halberstadt und im Westen der niedersächsische Landkreis Helmstedt.

## Geografie
Das Gebiet des Bördekreises erstreckte sich vom zentralen Teil der Magdeburger Börde im Osten über die in einem weiten Bogen nach Norden ausholende Bode bis zur oberen Aller und die Ausläufer des Lappwald-Höhenzuges im Nordwesten.

## Verkehr
Durch den Bördekreis verliefen die Eisenbahnstrecken Braunschweig–Magdeburg und Magdeburg–Oschersleben–Halberstadt.

## Geschichte
Der Landkreis entstand 1994 durch Zusammenlegung der Landkreise Oschersleben und Wanzleben unter Eingliederung der Stadt Kroppenstedt, die bis dahin zum Landkreis Staßfurt gehört hatte. Zum 1. April 2001 verkleinerte sich das Kreisgebiet durch die Eingemeindung der Gemeinde Beyendorf ins benachbarte Magdeburg. Am 1. Juli 2007 ging der Bördekreis mit dem bisherigen Ohrekreis im neuen Landkreis Börde auf.

## Politik

### Wappen
| | Blasonierung: „Geviert von Silber und Rot, belegt mit einem blauen Wellenschrägbalken hinten oben eine goldene Ähre, vorn unten ein goldenes aufrechtstehendes Sensenblatt.“ |
| Wappenbegründung: Die Farben des ehemaligen Landkreises sind Weiß (Silber) - Rot. Die Magdeburger Börde prägt den Namen des Bördekreises. Für ihre Fruchtbarkeit, die Priorität der Landwirtschaft und daraus resultierender Industrie stehen die Ähre und das Sensenblatt. Der Wellenbalken symbolisiert das Niederungsgebiet vom Großen Bruch, Bode und Auenlandschaften. Die Farben Silber und Rot verweisen auf die historischen Wurzeln der Orte dieser Region, die beim Bistum/Fürstentum Halberstadt als auch beim Erzbistum/Herzogtum Magdeburg liegen. Das Wappen wurde am 14. Oktober 1994 durch das Ministerium des Innern genehmigt. | |

### Flagge
Die Flagge wurde am 14. Juni 1996 durch das Ministerium des Innern genehmigt.
Die Flagge war weiß - rot (1:1) längsgestreift. Das Wappen mittig auf die Flagge aufgelegt.

## Städte und Gemeinden
(Einwohner am 31. Dezember 2006)
Einheitsgemeinden
- Sülzetal (9.814)

Verwaltungsgemeinschaften mit ihren Mitgliedsgemeinden

* Sitz der Verwaltungsgemeinschaft
| - 1. VG „Börde“ Wanzleben 1. Bottmersdorf (728) 2. Domersleben (1.143) 3. Dreileben (597) 4. Eggenstedt (282) 5. Groß Rodensleben (1.097) 6. Hohendodeleben (1.813) 7. Klein Rodensleben (577) 8. Klein Wanzleben (2.470) 9. Seehausen, Stadt (1.892) 10. Wanzleben, Stadt * (5.294) | - 2. VG Obere Aller 1. Barneberg (759) 2. Drackenstedt (427) 3. Druxberge (435) 4. Eilsleben * (2.221) 5. Harbke (1.878) 6. Hötensleben (2.650) 7. Marienborn (511) 8. Ovelgünne (430) 9. Sommersdorf (1.084) 10. Ummendorf (1.036) 11. Völpke (1.577) 12. Wefensleben (2.124) 13. Wormsdorf (549) | - 3. VG Oschersleben (Bode) 1. Altbrandsleben (347) 2. Hadmersleben, Stadt (1.845) 3. Hornhausen (1.711) 4. Oschersleben (Bode), Stadt * (17.394) 5. Peseckendorf (224) 6. Schermcke (633) | - 4. VG Westliche Börde 1. Am Großen Bruch (1.654) 2. Ausleben (1.941) 3. Gröningen, Stadt * (4.067) 4. Kroppenstedt, Stadt (1.624) 5. Wackersleben (723) 6. Wulferstedt (844) |

## Gebietsveränderungen
Seit 1995 fanden im Bördekreis viele Gebietsveränderungen statt.
Von den ursprünglich 9 Verwaltungsgemeinschaften bestanden bei der Auflösung des Landkreises noch 4 Verwaltungsgemeinschaften. In der gleichen Zeit blieb die Anzahl der Gemeinden gleich.

### Änderungen bei Verwaltungsgemeinschaften
- Auflösung der Verwaltungsgemeinschaft Sülzetal – Bildung der Einheitsgemeinde Sülzetal aus den Mitgliedsgemeinden ohne Beyendorf, Eingemeindung von Beyendorf nach Magdeburg (1. April 2001)
- Auflösung der Verwaltungsgemeinschaft Bodeaue – Eingliederung der Mitgliedsgemeinden in die Verwaltungsgemeinschaft Oschersleben (Bode) (1. Juli 2002)
- Eingemeindung der Gemeinde Ampfurth aus der Verwaltungsgemeinschaft „Börde“ Seehausen/Klein Wanzleben in die Stadt Oschersleben (Bode) in der VG Oschersleben (Bode) (18. Januar 2003)
- Bildung der Verwaltungsgemeinschaft „Börde“ Wanzleben aus den Verwaltungsgemeinschaften „Börde“ Seehausen/Klein Wanzleben (ohne die Gemeinde Schermcke) und Sarretal-Wanzleben (1. Januar 2004)
- Eingliederung der Gemeinde Schermcke aus der VG „Börde“ Seehausen/Klein Wanzleben in die VG Oschersleben (Bode)
- Bildung der Verwaltungsgemeinschaft Westliche Börde aus den Verwaltungsgemeinschaften Gröningen und Hamersleben (1. Januar 2005)
- Bildung der Verwaltungsgemeinschaft Obere Aller aus den Verwaltungsgemeinschaften Allerquelle, Hötensleber Winkel und Ost-Lappwald sowie der verwaltungsgemeinschaftsfreien Gemeinde Wefensleben (1. Januar 2005)

## Kfz-Kennzeichen
Am 1. Juli 1994 wurde dem Landkreis das am 1. Januar 1991 für den Landkreis Oschersleben eingeführte Unterscheidungszeichen OC zugewiesen. Am 22. März 1996 wurde die Kennung in BÖ geändert. Es wurde im Landkreis Börde bis zum 31. Oktober 2007 ausgegeben. Dort ist es aufgrund der Kennzeichenliberalisierung seit dem 27. November 2012 wieder erhältlich; wobei weitere Buchstabenkombinationen möglich sind.
Bis etwa zum Jahr 2000 erhielten Fahrzeuge aus dem Altkreis Wanzleben Kennzeichen mit den Buchstabenpaaren AA bis ZZ und den Zahlen von 1 bis 99.